# Wahkiakum County
Wahkiakum County är ett administrativt område i delstaten Washington, USA, med 3 824 invånare. Den administrativa huvudorten (county seat) är Cathlamet.

## Geografi
Enligt United States Census Bureau har countyt en total area på 743 km². 684 km² av den arean är land och 57 km² är vatten.

### Angränsande countyn
- Pacific County, Washington - nordväst
- Lewis County, Washington - nord/nordöst
- Cowlitz County, Washington - öst/sydöst
- Columbia County, Oregon - syd/sydöst
- Clatsop County, Oregon - syd/sydväst